# 리쿠젠야마시타역
리쿠젠야마시타역(일본어: 陸前山下駅, りくぜんやましたえき)은 일본 미야기현 이시노마키시에 있는, 동일본 여객철도의 철도역이다.

## 역 구조
2면 2선 구조의 지상역이다.

### 승강장
| 1 | ■ 센세키 선 | 야마토·리쿠젠오노 방면 | (열차 엇갈릴 때 사용) 일부 열차만 사용, (화물열차 선로) |
| 2 | ■ 센세키 선 | 야마토·리쿠젠오노 방면 |                                                         |
| 2 | ■ 센세키 선 | 이시노마키 방면        |                                                         |

## 역세권 정보
- 국도 제45호선

## 역사
- 1939년 2월 1일: 미야기 전기 철도(ja)의 미야덴야마시타역(宮電山下駅, みやでんやましたえき)으로 영업 개시.
- 1944년 5월 1일: 국유화, 리쿠젠야마시타역으로 명침 변경.
- 1987년 4월 1일: 민영화에 따라 동일본 여객철도의 소속이 되었다.
- 2003년 10월 26일: 스이카 도입.
- 2011년
  - 3월 11일: 동일본 대지진으로 영업 휴지, 쓰나미로 역사가 침수.
  - 7월 16일: 센세키 선 야모토 ~ 이시노마키 구간이 운행 재개함으로, 가설 역사로 영업 재개.
- 2012년 3월 3일: 새 역사 완공.

## 인접역
| 동일본 여객철도 ■ 센세키 선 | 동일본 여객철도 ■ 센세키 선 | 동일본 여객철도 ■ 센세키 선 |
| --------------------------- | --------------------------- | --------------------------- |
| 헤비타 센다이 방면          | ■ 쾌속 ■ 쾌속 ■ 보통        | 이시노마키 이시노마키 방면  |